# Real Oviedo Rugby
Maillots
Actualités
Le Real Oviedo Rugby, anciennement Oviedo Rugby Club ou ORC, est un club de rugby à XV espagnol situé à Oviedo. Fondé en 1983, il est présidé par Jaime Martínez González-Río et il évolue actuellement en División de Honor B, la deuxième division nationale.

## Stades

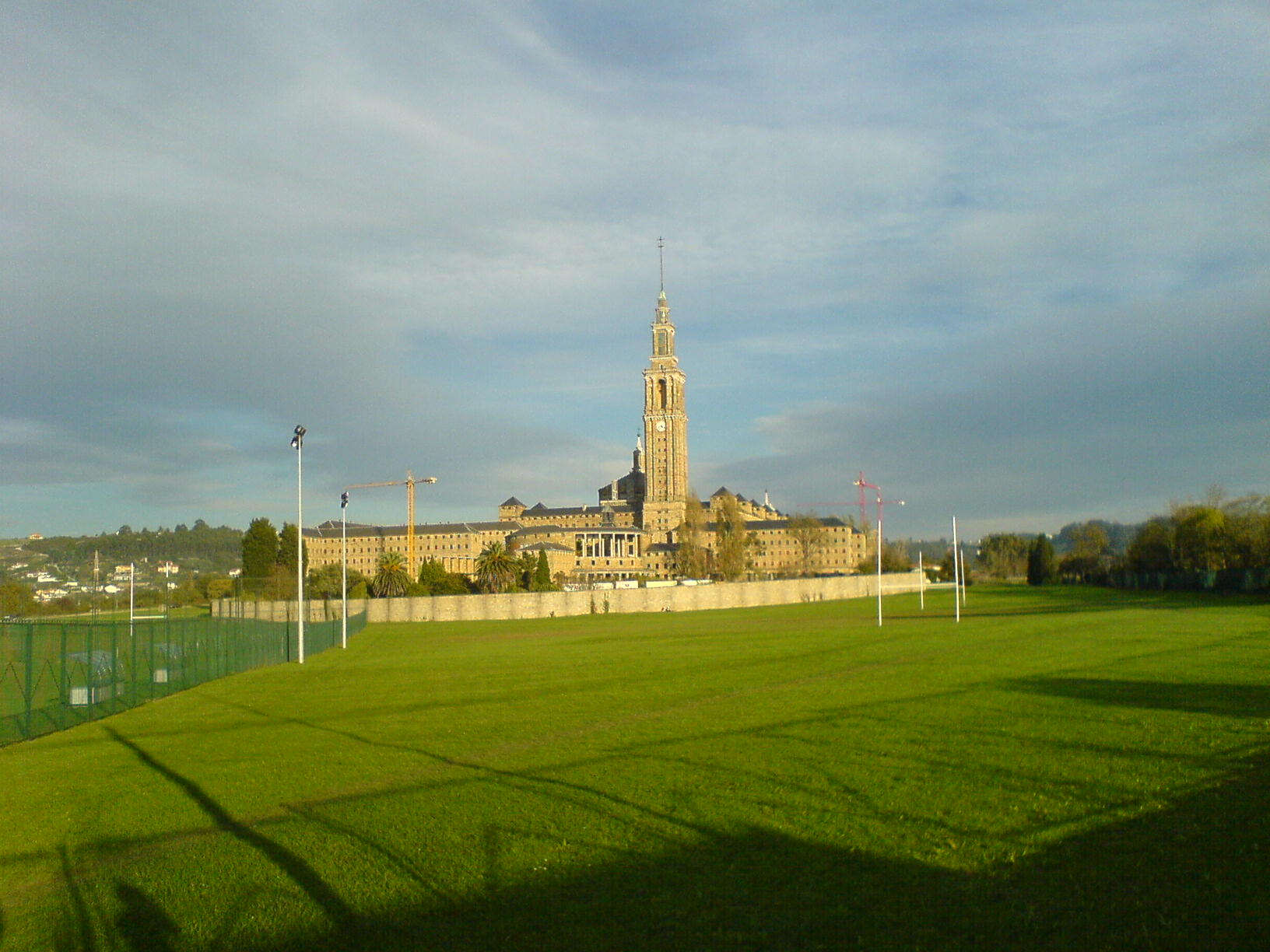
Le club a joué ses premiers matchs sur le complexe sportif de l'Université de Gijón.

Actuellement, le club joue dans le Campo de rugby El Naranco, situé à Oviedo. C'est le siège de l'équipe. Mais l'équipe a déjà joué sur le complexe sportif de l'Université de Gijón, le Campo de La Morgal (Llanera), le Campo de Tudela de Agüeria (Oviedo) et le Campo de San Lázaro (Oviedo).